# Helena Dalli
Helena Dalli (Żabbar, 29 september 1962) is een Maltees politica. Ze werd op 1 december 2019 Commissaris voor Gelijkheid in de Commissie-Von der Leyen. Ze diende onder de Maltese premier Joseph Muscat onder meer als Minister van Europese Zaken.

## Biografie

### Jeugd en studie
In 1979 werd Helena Dalli Miss Malta en vertegenwoordigde ze haar land op de Miss World-verkiezing in Londen. Zes jaar later had ze een rolletje in de film Final Justice, waarin ze speelde naast Joe Don Baker. Helena Dalli behaalde haar bachelor sociologie aan de Universiteit van Malta en vervolgens haalde ze haar PhD in politieke sociologie aan de Universiteit van Nottingham.

### Politieke carrière
In 1996 werd Helena Dalli verkozen in het Maltese parlement en ze werd vervolgens tot vijf keer toe herkozen. Tussen 2013 en 2017 werd ze onder premier Joseph Muscat Minister van Sociale Dialoog, Consumentenzaken en Burgerlijke Vrijheden. Tijdens haar periode werd de Affirmation of Sexual Orientation, Gender Identity and Gender Expression Act aangenomen, die het mogelijk maakte om onder andere homogenezing strafbaar te stellen. In 2016 verkreeg Dalli voor haar werk de Hero of the Year Award van de European Diversity Award in Londen. Een jaar later werd ze herkozen als parlementslid en werd ze in het nieuwe kabinet van Joseph Muscat minister van Europese Zaken en Gelijkheid. Bij de start van het nieuwe parlement presenteerde Dalli een wet die het mogelijk maakte om het huwelijk in Malta open te stellen voor mensen van hetzelfde geslacht. De wet werd vervolgens in het parlement aangenomen.
Na de Europese Parlementsverkiezingen 2019 werd Helena Dalli namens de Maltese regering voorgedragen als de Maltese Eurocommissaris voor de te vormen nieuwe Europese Commissie. Daarmee zou ze het eerste vrouwelijke commissaris zijn namens Malta. Ze kreeg de portefeuille Gelijkheid toebedeeld in de Commissie-Von der Leyen.

## Filmografie
- 1985: Final Justice als Maria Cassar.